# Jurgielt
Jurgielt (niem. Jahrgeld) – dawna płaca (pensja) roczna, od XVIII wieku termin o znaczeniu pejoratywnym, głównie dotyczący kwot wypłacanych przez obce rządy tzw. jurgieltnikom za popieranie ich interesów w Polsce. Jurgieltnikami nazywano również szlachciców zaprzedanych magnatom i opłacanych przez nich.
- (staropolskie) roczna wysokość żołdu wypłacanego dowódcom[3], np. księciu Jeremiemu Wiśniowieckiemu, dowódcy wojsk koronnych[4];
- od XVI wieku określenie każdej płacy rocznej, również opłat wnoszonych przez dzierżawców królewszczyzn[5];
- (pejoratywne) zinstytucjonalizowana forma korupcji urzędników I Rzeczypospolitej przez mocarstwa ościenne.  Jakkolwiek już w XVI wieku opłacanie polskich polityków przez inne państwa nie było niczym wyjątkowym, to pod koniec XVIII wieku wprowadzenie stałej pensji, wypłacanej przez ambasadę rosyjską stało się jednym z nieformalnych fundamentów ustrojowych Rzeczypospolitej[1][6].  Jak ujawniły dokumenty ambasady rosyjskiej, zdobyte przez Polaków w czasie insurekcji warszawskiej 1794 roku – najbliższe otoczenie króla Stanisława Augusta Poniatowskiego (biskup Michał Roman Sierakowski, prymas Antoni Kazimierz Ostrowski[7], jezuita Adam Tadeusz Naruszewicz[8]) pobierało stałą pensję od ambasadora rosyjskiego. Ten materiał dowodowy doprowadził do skazania na karę śmierci przywódców konfederacji targowickiej.  Ukrytą formą oferowania korzyści majątkowych w zamian za służbę mogła być groźba cesarzowej Katarzyny II, która w czasie wojny polsko-rosyjskiej (1792) zagroziła Stanisławowi Augustowi, że jeżeli ten nie zaprzestanie walki, to ona nie spłaci wielomilionowych długów osobistych króla. Król Polski wkrótce przystąpił do Targowicy.